# ラスドルフ
ラスドルフ（ドイツ語: Rasdorf）は、ドイツ連邦共和国ヘッセン州カッセル行政管区のフルダ郡に属す町村である（以下、本項では便宜上「町」と記述する）。
ヘッセン州内務兼スポーツ担当大臣は2015年7月24日に「ポイント＝アルファ＝ゲマインデ」の称号を授与した。

## 地理

### 位置
ラスドルフは、「クッペンローン」（地元では「ヘッセン・ケーゲルシュピール」とも呼ばれる）内に位置し、ヘッセン州 - テューリンゲン州の州境に面したレーン・バイオスフェア生物圏保護区に位置する。

### 隣接する市町村
ラスドルフは、北はアイターフェルト（フルダ郡）、東はブットラー、ガイザ（ともにテューリンゲン州ヴァルトブルク郡）、南はニュストタール、西はヒューンフェルト（ともにフルダ郡）と境を接している。

### 自治体の構成
この町には、ラスドルフ地区、ゼッツェルバッハ地区、グリュッセルバッハ地区がある。

## 歴史
カロリング朝時代のザクセン人に対するキリスト教の布教は、フルダ修道院とラスドルフ支部修道院の存在によるものであった。修道院長バウグルフ（779年 - 802年）は、その報酬として、781年に Haunfeld（ヒューンフェルト）およびラスドルフ集落をすべての農場を含め獲得した。
ラスドルフ集落は781年以前には建設されていた。ラスドルフ支部修道院は815年に記録されている。32人から34人の修道士と約20人の学僧が9世紀のラスドルフ支部修道院にいたことが照明されている。845年にフルダ修道院長ラバヌスとドイツ人王ルートヴィヒが和解のためにラスドルフで面会した。ラバヌスは、ロタール王とその弟ルートヴィヒおよびカールとの戦いで、「誤った側」すなわちロタール陣営に味方した。ルートヴィヒが東フランク王国の覇権を握ると、ラバヌスは撤収し、修道院長の位を返上した。王の主導により行われたラスドルフの和解により、ラバヌスは847年にマインツ大司教に任命された。カール大帝の「神の言葉は、民衆の母国語で語られるべきである」という規程に基づき、ラバヌスはドイツ語による説教を確定した。
ラスドルフ支部修道院は877年頃に共同修道院に改編された。
977年5月21日、オットー2世はフルダ修道院を訪れ、説教師エクベルトに率いられたラスドルフ共同修道院からの代表団と面会した。
ラスドルフの修道院教会は、建築技術上ヘッセン州で最も重要な村の教会の1つである。
ラスドルフは、フランクフルト・アム・マイン - アイゼナハ - ライプツィヒという歴史的な交易ルート沿いの立地により重要性を増していった。
現在のラスドルフ町は、ヘッセン州の地域再編に伴い、1972年4月1日にそれまで独立していたグリュッセルッバッハ、ラスドルフ、ゼッツェルバッハが合併して成立した。

## 行政

### 町議会
ラスドルフの町議会は15議席からなる。

### 紋章
1971年5月25日、当時ヒューンフェルト郡に属したラスドルフは、ヘッセン州内務大臣から以下の紋章の認可を得た: 銀地。右側（向かって左側）が見張り塔につながる赤い壁の上に黒いフルダの十字。
ヘッセン州でこの種のものとしては最も重要で、当時復元された防衛墓地の壁が、町の提案により、新たに制作された紋章に描かれた。この提案は紋章学的に問題なく実現することができ、この壁は明瞭で価値の高いこの町の歴史的モニュメントを表すものであるため、州立文書館はこの町の願いをかなえることとし、この町のシンボルとフルダ修道院領の十字を組み合わせることで、ラスドルフ建設直後からの精神的象徴と政治的象徴の緊密な表現が成立した。こうして、完全にこの町特有の事物を描き、さらに何世紀にもわたってこの町の運命を決めてきた政治的および領邦史的な関係をも表現する紋章が制作された。
紋章のデザインは、バート・ナウハイムの紋章研究家ハインツ・リットによってなされた。

## 文化と見所

### 建築

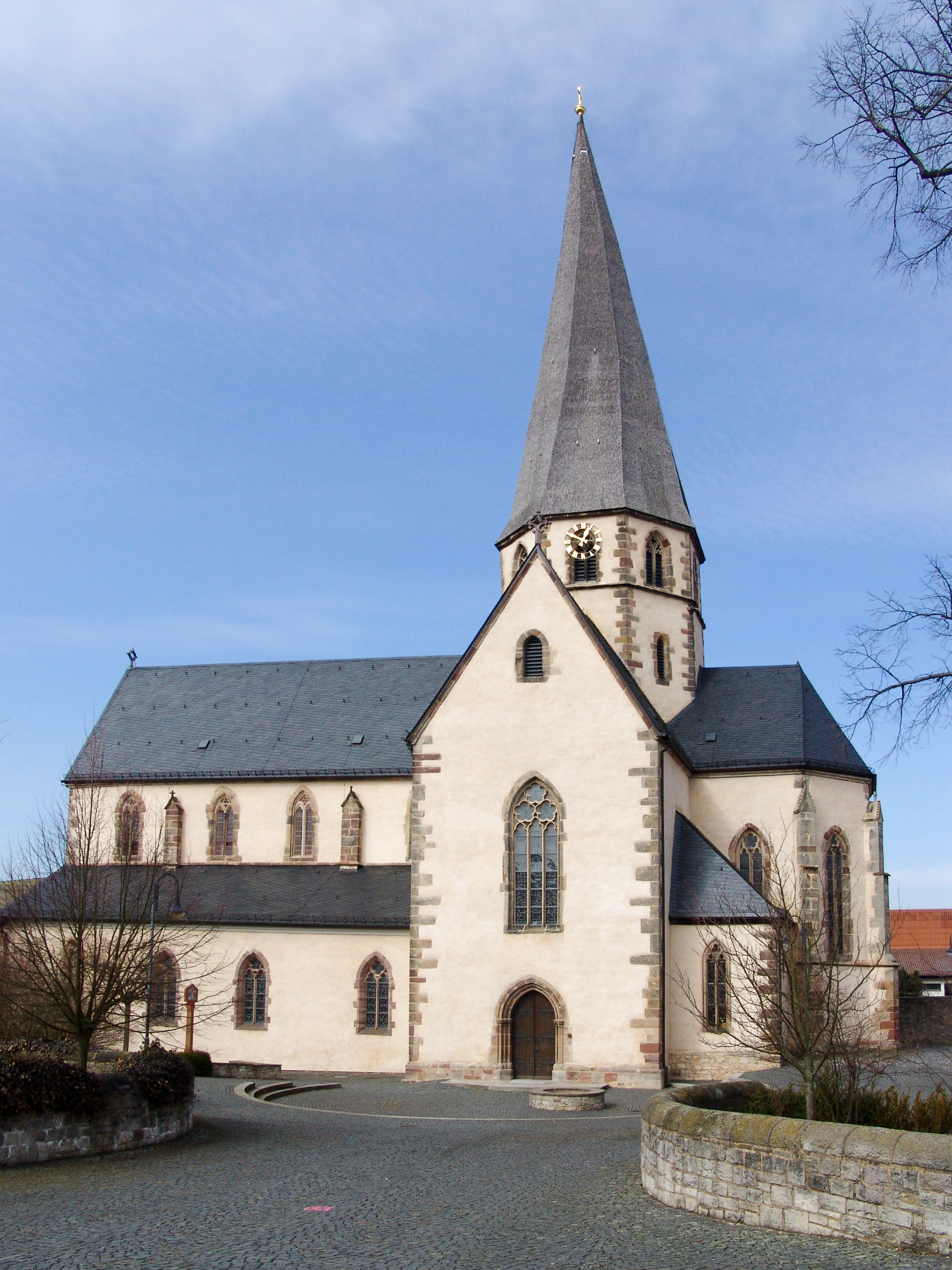
ラスドルフの修道院教会

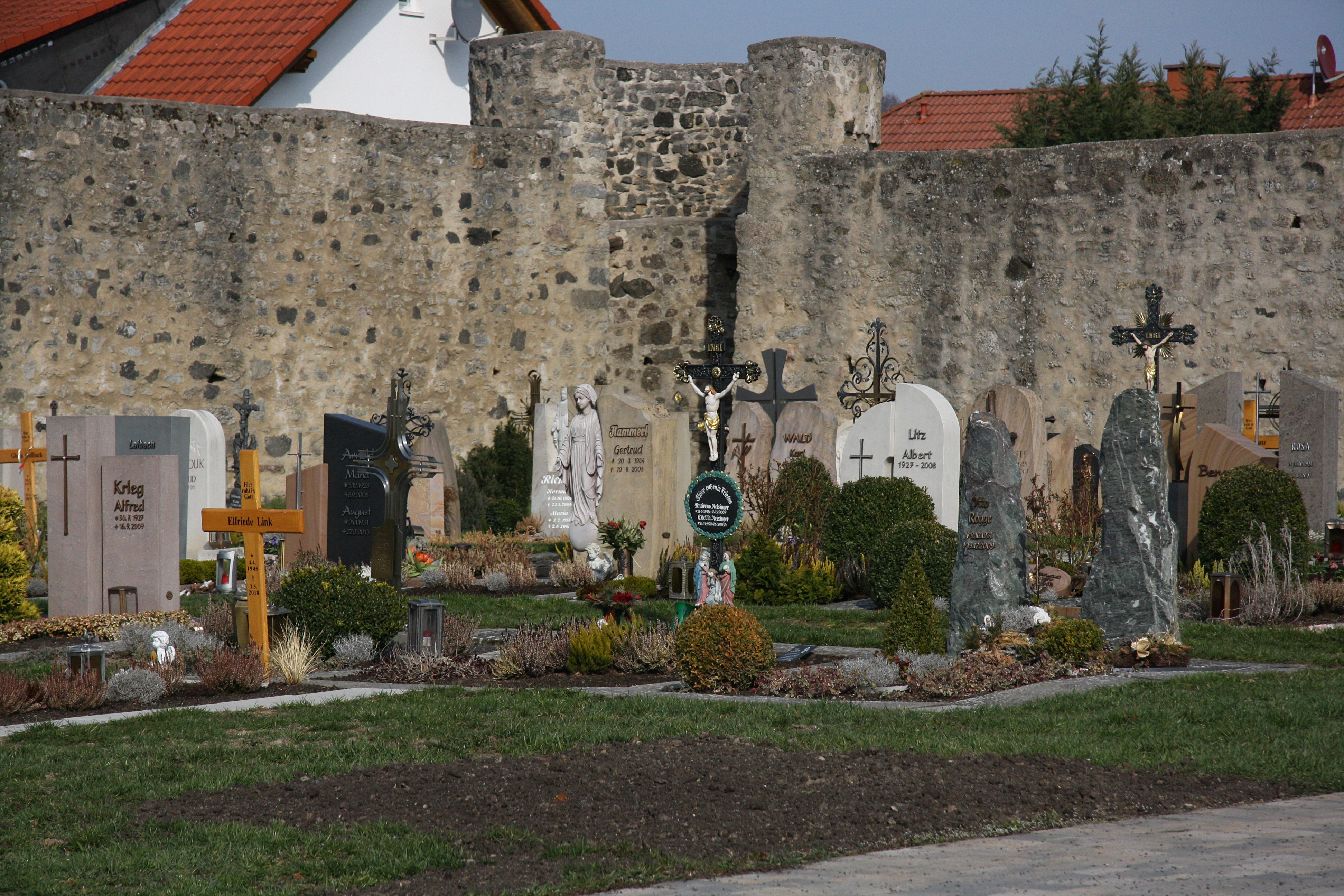
防衛墓地

- ラスドルフの修道院教会は、831年にフルダ修道院の院長ラバヌス・マウルスによって建設された。この教会は1274年に改築された。これにより、平面構造は保持し、古いロマネスク建築部分を転用しながら、新しいゴシック様式の外観を持つ教会が造られた。芸術史上価値が高いのはゴシック様式の柱である。柱頭を持つ8本の柱は、修道院教会の見所である。芸術史家は、この芸術史上重要な柱と柱頭はビザンチン様式の影響を受けていると推測している。ギリシア様式の6本の柱はバシリカを分割している（身廊と2つの側廊）。バシリカ西側の珍しい動物の柱頭を持つ2本のずんぐりとした柱（ロマネスク様式）はこの教会の最も古い部分である。ロマネスク様式の洗礼盤（12世紀）は、その形状から聖ボニファティウスの異教徒洗礼を思い起こさせる[6]。
- 防衛墓地（1200年頃）の現存する遺構は、高い壁で不規則な四角形に囲まれている。壁の一辺の長さは 55 m から 67 m、高さは 4 m から 6 m、厚さは約 0.80 m である。また、尖塔型屋根を戴き、銃眼を持つ4つの隅塔を持ち、安全でない時代にはラスドルフ住民を護るために用いられた。さらに楼門と屋根付きの防衛通路もある。1827年までにその中央に十字型のロマネスク様式の聖ミヒャエル教区教会が建設された。この教会は売却され後解体された。墓地の十字架は1751年に建立された。
- ラスドルフの北西、ゲヒルファースベルクに巡礼礼拝堂の「聖マリアおよび十四救難聖人」礼拝堂がある。この礼拝堂は、1586年の記録が遺る先代の礼拝堂があった場所に、1625年頃に建設された。初めは奇跡を起こす聖像（聖ゲヒュルフ）に、その後十四救難聖人に捧げられた。17世紀と18世紀にゲヒルファースベルクはフルダ大司教区で最も重要な巡礼地であった。この礼拝堂はバロック様式の内装を有している。1996年の火災でこの礼拝堂は完全に破壊されたが、オリジナルに忠実に再建がなされ、1997年5月に完成した。この礼拝堂までには、1750年頃に造られた7つの祠があり、それぞれ2体ずつの救難聖人が祀られている。
- 町の中央にあるドルフ広場（村の広場）は 170 × 75 m のヘッセン最大のアンガー（かつて刑場であった広場）である。ここには町の行政機関もある。中世には処刑場であると同時に、当時のフランクフルト - ライプツィヒ街道を行く商人の馬の取り替え場所でもあった。このアンガーにはヨーゼフの泉もある。この泉は1956年には陶器製の像であったが、1995年にブロンズ像が創られた。
- グリュッセルバッハ地区には、アムト・ガイザ（テューリンゲン）から1945年以後に強制移住あるいは西側に逃亡した住民を記念した、1980年から高さ 2.20 m のリンデネックの石灰岩でできた記念碑がある。この記念碑は、「旧ガイザ・アムト郷土サークル」の依頼で、彫刻家ヨハネス・キルシュが制作した[7]。
- ラスドルフから北西約 2 km、グローセンタフトから約 1 km 南東のラスドルフ町内に位置する、ヘッセン・ケーゲルシュピールの火成岩の岩山クラインベルクには、おそらくケルト人の、小さな、一体構造の、鉄器時代の環状土塁クラインベルクがある。
- ラスドルフの最も小さな木組み建築が、1594年の参事会館である。この建物はかつての参事会員の居館であった。この建物は1996年に修復された。現在は地形情報センターが入居している。敷地内には石碑コレクションもある。

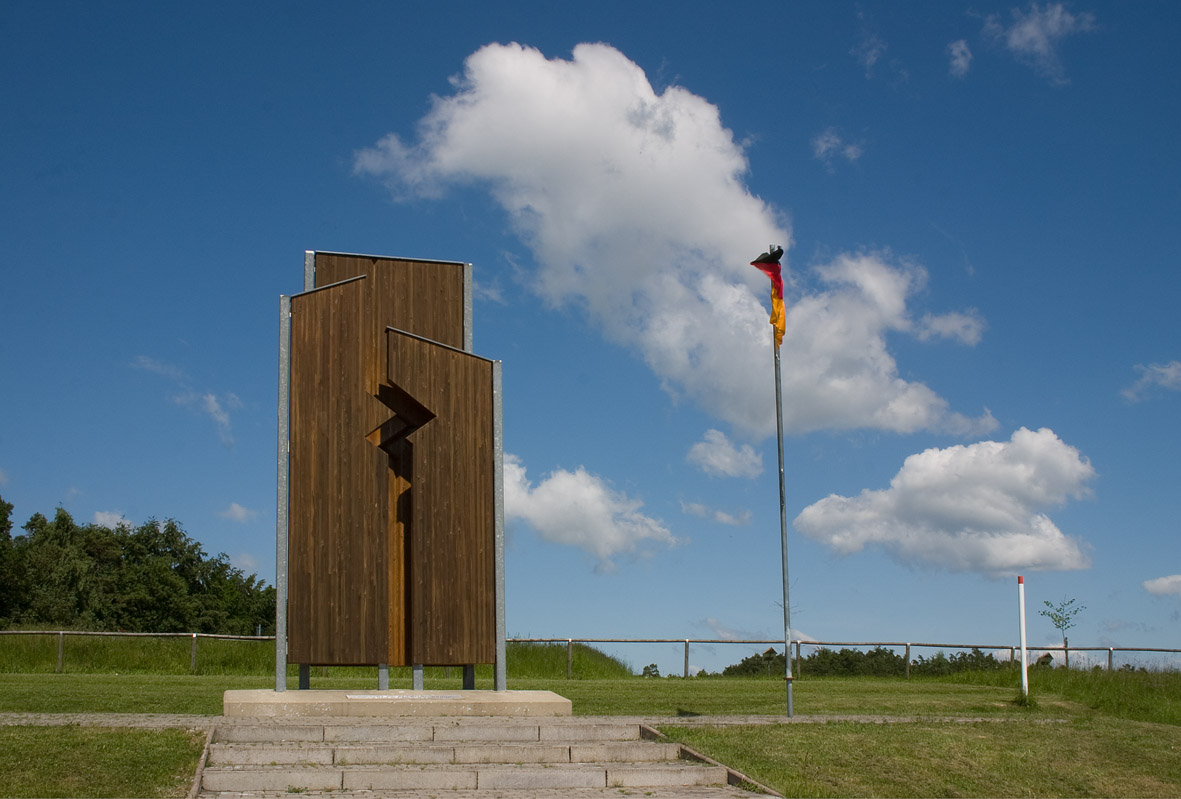
ポイント・アルファ記念碑

### ポイント・アルファ記念広場
ポイント・アルファ記念広場は、レーン山地のラスドルフとガイザとの間、ヘッセン州 - テューリンゲン州境にある。ここには40年間以上アメリカ軍の監視所があった。不幸なドイツ分断やNATOとワルシャワ条約機構との対立を風化させないように、2つの団体がヘッセン側の監視所とテューリンゲン側のDDR-国境警備施設の一部を保存している。アメリカ軍監視所は、クッペンレーンやウルスタータールを眺めるのに用いられている。

### 鉄道
鉄道 ヒューンフェルト - ヴェーニゲンタフト＝マンスバッハ線は、1906年12月1日から1972年5月28日までラスドルフ近郊を通っていた。2007年、この軌道上に全長 27 km でラスドルフに至るケーゲルシュピール自転車道が開通した。

## 人物

### 出身者
- ヨーゼフ・ブンデンツ（ドイツ語版）（1836年 - 1892年）言語学者。

## 参考図書
- Josef Leinweber; Johannes Burkardt (2004). “Hünfeld”. In Friedhelm Jürgensmeier et al.. Die benediktinischen Mönchs- und Nonnenklöster in Hessen. Germania Benedictina 7 Hessen. St. Ottilien: Eos. pp. 910-912. ISBN 978-3-8306-7199-2

この文献は、翻訳元であるドイツ語版の参考文献として挙げられていたものであり、日本語版作成に際し直接参照してはおりません。